# Кирьянов, Павел Юрьевич
Павел Юрьевич Кирьянов (29 марта 1991 года, Люберцы, Московская область, СССР) — российский футболист, нападающий, тренер.

## Биография
В юношеские годы находился в системах «Динамо» и «Сатурна». В 2010 году Кирьянов входил в заявку самарских «Крыльев Советов», но он не проходил даже в молодёжный состав клуба. Вскоре форвард покинул команду.
В 2011 году футболист провёл пять матчей в латвийской Высшей лиги за «Юрмалу-VV». В России на профессиональном уровне нападающий выступал за столичную «Нику» и «Питер». Затем Кирьянов долгое время играл за любительскую команду «Люберцы».